# 石坂浩二&タカトシのこんな人は危ない!
石坂浩二&タカトシのこんな人は危ない! ★最新医療で解決SP★（いしざかこうじあんどたかとしのこんなひとはあぶない! さいしんいりょうでかいけつスペシャル）は、2013年7月3日にTBS系列の『水トク!』（第2期）で放送された特別番組（医療番組）であり、石坂浩二とタカアンドトシの冠番組である。

## 主な出演者

### 司会
- 石坂浩二
- タカアンドトシ
  - タカ - ゲストと共にパネラーで参加。
  - トシ - 石坂と共に司会席で進行。

### ゲスト
- IKKO
- あき竹城
- カンニング竹山
- 六代目三遊亭円楽
- 大久保佳代子
- 榊原郁恵
- 石田純一
- 薬丸裕英

## 主なスタッフ
- 監修：森田豊
- ナレーター：窪田等、松丸智子
- 構成：高須光聖、武田郁之輔、小山賢太郎、吉田聡
- TM・TD：荒木健一
- CAM：小笠原朋樹
- VE：藤本剛
- 音声：稲津貴之
- PA：火山千尋
- 照明：加藤由美子
- 編集：アンサーズ
- EED：楠田惣彦
- 美術プロデューサー：山口智広（TBSテレビ）
- 美術デザイン：太田卓志
- 美術制作：澁谷政史
- 電飾：西田和正
- 装飾：川原栄一
- 装置：坂本進、塚上博
- 衣裳：横尾毅
- 持道具：大沼真也
- メイク：吉田謙二
- 宣伝：井田香帆里（TBSテレビ）
- TK：伊藤佳加
- MP：内藤宏之（TBSテレビ）
- 音効：上口昭雄、佐藤賢治
- MA：渡辺和也
- 協力：アフロ
- AD：遠藤駿、鈴木洸貴、磯岡七海、寺屋祥太
- リサーチ：八坂よし子、フォーミュレーション、JFK、リベラス
- AP：橋本美和、新貝元章
- デスク：松崎由美
- 編成：保津章二（TBSテレビ）
- ディレクター：真鍋正孝、赤堀哲也、照井有、田村裕之（TBSテレビ）
- チーフディレクター：堤俊博
- 演出：田口健介（TBSテレビ）
- プロデューサー：坂本義幸（TBSテレビ）
- EP：安田淳・樋江井彰敏（TBSテレビ）
- 製作著作：TBS

## ネット局・放送時間
| 放送対象地域   | 放送局                | 系列    | 放送日時                    | 遅れ       |
| -------------- | --------------------- | ------- | --------------------------- | ---------- |
| 関東広域圏     | TBSテレビ（TBS）      | TBS系列 | 2013年7月3日 19:00 - 20:54  | 製作局     |
| 北海道         | 北海道放送（HBC）     | TBS系列 | 2013年7月3日 19:00 - 20:54  | 同時ネット |
| 宮城県         | 東北放送（TBC）       | TBS系列 | 2013年7月3日 19:00 - 20:54  | 同時ネット |
| 山形県         | テレビユー山形（TUY） | TBS系列 | 2013年7月3日 19:00 - 20:54  | 同時ネット |
| 福島県         | テレビユー福島（TUF） | TBS系列 | 2013年7月3日 19:00 - 20:54  | 同時ネット |
| 静岡県         | 静岡放送（SBS）       | TBS系列 | 2013年7月3日 19:00 - 20:54  | 同時ネット |
| 石川県         | 北陸放送（MRO）       | TBS系列 | 2013年7月3日 19:00 - 20:54  | 同時ネット |
| 近畿広域圏     | 毎日放送（MBS）       | TBS系列 | 2013年7月3日 19:00 - 20:54  | 同時ネット |
| 愛媛県         | あいテレビ（ITV）     | TBS系列 | 2013年7月3日 19:00 - 20:54  | 同時ネット |
| 長崎県         | 長崎放送（NBC）       | TBS系列 | 2013年7月3日 19:00 - 20:54  | 同時ネット |
| 岡山県・香川県 | 山陽放送（RSK）       | TBS系列 | 2013年7月13日 15:00 - 16:54 | 10日遅れ   |
| 長野県         | 信越放送（SBC）       | TBS系列 | 2013年7月20日 12:10 - 14:00 | 17日遅れ   |
| 沖縄県         | 琉球放送（RBC）       | TBS系列 | 2013年8月7日 14:55 - 16:53  | 35日遅れ   |
| 岩手県         | IBC岩手放送（IBC）    | TBS系列 | 2013年8月8日 14:55 - 16:49  | 36日遅れ   |
| 新潟県         | 新潟放送（BSN）       | TBS系列 | 2013年9月15日 15:00 - 16:54 | 74日遅れ   |
| 広島県         | 中国放送（RCC）       | TBS系列 | 2013年12月31日 7:00 - 8:55  | 181日遅れ  |